# Nohra (Grammetal)
Nohra ist ein Ortsteil der Landgemeinde Grammetal im Westen des Landkreises Weimarer Land.
Nohra ist namensgebend für eine Anschlussstelle der A 4. Zur Unterscheidung vom Ortsteil Nohra an der Wipper in der Gemeinde Bleicherode wird von alters her auch die Bezeichnung Nohra bei Weimar verwendet.

## Geschichte

### Von der Erstbesiedlung bis zum Mittelalter
Die frühe Besiedlung des Umlandes von Nohra wird durch ein bronzezeitliches Gräberfeld mit Nachbestattungen belegt. Zwischen 1911 und 1936 wurden Ausgrabungen rechts des Weges nach Hopfgarten vorgenommen. Es wurden 44 Bestattungen mit Beigaben nachgewiesen.
Erstmals wurde Nohra in einer Urkunde vom 30. November 1217 genannt. Infolge des Thüringer Grafenkrieges kam Nohra 1343 zur Stadt Erfurt. Eine Inschrift am Turmsockel der Dorfkirche zeugt vom Kirchenumbau 1392. Während des Sächsischen Bruderkrieges (1445–1451) gab es verheerende Brände im Ort. Henning Göde, ein Vertrauter Friedrich des Weisen und führender Jurist seiner Zeit, wurde am 3. September 1516 von der Stadt Erfurt feierlich vor Nohra empfangen. Er war 1509 aus Erfurt geflohen. Als Martin Luther zum Reichstag nach Worms reiste, betrat er am 5. April 1521 in Nohra erstmals ein Territorium außerhalb des Kurfürstentums. Hier empfingen ihn 40 Mann zu Pferde, voran der Rektor der Universität und eine große Menge Erfurter. Sie geleiteten ihn nach Erfurt. 
1564 erhielt die Kirche einen Taufstein, der heute noch genutzt wird. 1613 wütete die Thüringer Sintflut auch in Nohra. Volckmar Leisring wurde am 24. September 1618 in Nohra ordiniert. Der Dreißigjährige Krieg bedeutete Einquartierungen und Plünderungen für die Dörfer um Erfurt. 1622 wurden in Nohra die Leuchter vom Altar, der Krankenkelch und das Taufbecken gestohlen.

### Von der Neuzeit bis zur Gegenwart
Kurz nach 1700 wurde die Kirche St. Petri erweitert. 1715 wurde der Kantor durch das Erfurter Ministerium gerügt, weil er auch Mädchen im Adjuvantenchor singen ließ. 1736 beginnen die Kirchenbücher. Nach der großen Hungersnot erhielt Nohra 1772 eine Kirchenglocke, die daran mit folgenden Worten erinnert: „Deutschland von der ungeheuren, dreijährigen Teuerung und schrecklichen Sterblichkeit durch Gottes Fügung befreit.“ 1783 wurde der elfjährige Andreas Kühn beim Läuten von einer Kirchenglocke erschlagen. Sein Grabstein gilt als vermutlich ältestes Beispiel für die Darstellung einer Todesursache auf einem Grabstein in Thüringen.
Aus Protest gegen die Verlegung von Militär in ihre Stadt im Zuge der von den Schokoladisten ausgelösten Studentenunruhen zog am 19. Juli 1792 ein großer Teil der Studenten aus Jena bis nach Nohra, dem ersten Ort außerhalb des Fürstentums, um hier für ihre Rechte zu streiten. Nachdem die Weimarer Minister ihre Forderungen erfüllt hatten, zogen sie wieder nach Jena zurück. Die livländischen Studenten schufen sich daraufhin eine neue Fahne, auf der zu lesen war Vivat Libertas Academica! („Hoch lebe die akademische Freiheit“). Ihre alte Fahne schenkten sie dem Dorf.

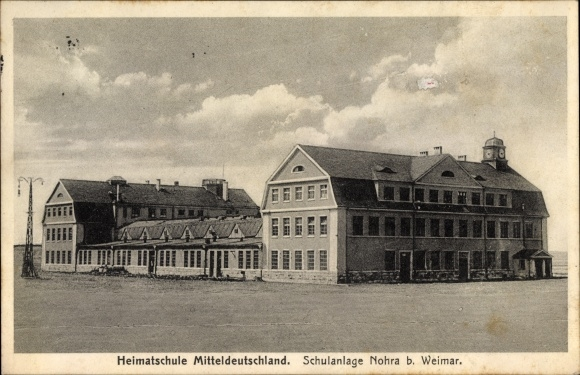
Heimatschule Mitteldeutschland, darin befand sich das erste Konzentrationslager

1802 kam Nohra mit dem Erfurter Gebiet zu Preußen und zwischen 1807 und 1813 zum französischen Fürstentum Erfurt. Mit dem Wiener Kongress kam der Ort 1815 mit dem Amt Tonndorf zum Großherzogtum Sachsen-Weimar-Eisenach, zu dessen Verwaltungsbezirk Weimar er ab 1850 gehörte.
1887 erhielt ein Bahnhof der Ilmtalbahn, etwa 2,5 km vom Ort entfernt, die Bahnhofsbezeichnung Nohra, obwohl die Station auf der Flur der Gemeinde Ulla lag. Heute liegt diese Haltestelle auf Weimarer Stadtgebiet in der Gemarkung Niedergrunstedt, trägt aber noch immer die Bezeichnung „Nohra (b Weimar)“.
1892 schlug der Blitz in den Kirchturm ein, dabei wurden Turm und Teile des Kirchenschiffs zerstört. Anschließend erhielt die Kirche einen neuen, markanten Turm und eine neue Glocke. 1898/1899 erfolgte der Bau der Schule (heute Gemeindeamt).
Am 3. März 1933 wurde im Gebäude der Heimatschulbewegung am Rande der Gemarkung Nohra das KZ Nohra als das erste Konzentrationslager in der Zeit des Nationalsozialismus eingerichtet. Heute erinnert nichts mehr an dieser Stelle an das KZ.

### Militär
Im Jahre 1916 begann der Bau am Flughafen Nohra mit sechs Flugzeughallen, vor allem durch russische Kriegsgefangene. 1919 gab es in Nohra zwölf Piloten. Mit dem Friedensvertrag von Versailles musste der Flughafen 1920/1921 umfunktioniert werden. Es entstand eine Maschinenfabrik, die zugleich als Tarnobjekt eine weitere militärische Nutzung des Platzes ermöglichte. 1926 erfolgte der Bau einer Betonpiste. 1928 wurde hier die Heimatschule Deutschland eröffnet, die sich der Erwachsenenbildung widmete und den Freiwilligen Arbeitsdienst in der Region organisierte. Zugleich nutzte der paramilitärische Stahlhelm das Gelände zu Schulungen.
Nach dem Reichstagsbrand und der Reichstagsbrandverordnung vom 28. Februar 1933 wurden in den folgenden Wochen über 200 Thüringer Antifaschisten in der Heimatschule Deutschland, die fest in der Hand der NSDAP war, interniert. In der Literatur wird es als das erste KZ in Deutschland geführt. Zur gleichen Zeit wurden die Flughallen erweitert. Nun wurde der Flugplatz Ausbildungsstätte des nationalsozialistischen Luftsportverbandes, dem Vorläufer der Luftwaffe. Er übernahm wenig später die Gebäude der Heimatschule.
Am 1. März 1935 wurde aus dem Flugplatz der Fliegerhorst Weimar-Nohra. 1937 wurde mit dem Bau der Kasernenanlage im Süden (versteckt in einem Wald) begonnen. Nun wurde der Flugplatz vor allem zur Ausbildung genutzt. Im Zweiten Weltkrieg waren Jagdflugzeuge mit der Aufgabe Luftverteidigung des mitteldeutschen Raums in Nohra stationiert.
Am 11. April 1945 wurde die Autobahnbrücke bei Nohra durch eine Wehrmachteinheit gesprengt, um die anrückenden US-Truppen aufzuhalten. Diese reagierten mit konzentriertem Panzerartillerie-Beschuss auf Luftwaffensoldaten in dem der Autobahn-Auffahrt benachbarten Waldstück. Dabei wurden 19 deutsche Soldaten getötet; sie liegen in einem Gemeinschaftsgrab in diesem Wald.
Nach der Kapitulation übernahm die 9th Air Force der United States Army Air Forces den Flugplatz. Am 3. Juli 1945 wurde die 8. Gardearmee unter Gardegeneraloberst W. I. Tschuikow nach Nohra verlegt. Sie hatte in Stalingrad gekämpft und Berlin miterobert. So wurde Nohra einer der wichtigsten Standorte der Gruppe der Sowjetischen Streitkräfte in Deutschland. Der Stützpunkt war gänzlich von Mauern umgeben, zur deutschen Bevölkerung bestand weitgehend Kontaktverbot.
Hier war das 63. Selbständige Hubschrauberregiment (Hubschrauber Mi-8 und Mi-24) der 8. Gardearmee der WGT stationiert, dessen Flüge eine erhebliche psychologische, besonders akustische Beeinträchtigung der Bevölkerung der umliegenden Orte darstellten. Als die sowjetischen Truppen 1992 aus Nohra abzogen, umfassten die militärischen Liegenschaften eine Fläche von ca. 240 ha.
Bis heute wurden ungefähr 200 Gebäude auf dem Gelände abgerissen, ca. 13 Hektar Landebahn und Hubschrauber-Stellflächen renaturiert. Die Landesentwicklungsgesellschaft Thüringen hat einen Teil der Fläche renaturiert und der Kommune Nohra zur Entwicklung eines Landschaftsparks mit eingelagertem Sondergebiet für gewerbliche Freizeitgestaltung veräußert. Bis Sommer 2003 wohnten bis zu 500 Spätaussiedler in drei erhaltenen Gebäuden. Die letzten Wohnblocks wurden 2007 abgerissen. Ein Teil des früheren Schulgebäudes wurde saniert. Heute befinden sich darin ein Montessori-Kindergarten und eine Montessori-Grundschule. Die Kaserne im Südteil hat bis heute keine neue Nutzung gefunden und wird zum großen Teil abgerissen. In einem ihrer Keller wurde 2009 die Bernd-das-Brot-Statue vom Erfurter Fischmarkt, nachdem sie zwölf Tage zuvor entwendet wurde, gefunden.
Im Jahr 2008 gründete sich im Nohraer Ortsteil Ulla der Verein Flugplatz Nohra. Sein Ziel ist es, die Geschichte des Flugplatzes und der Kasernenanlage umfassend darzustellen. Der gesamte ehemalige Flugplatzbereich von ca. 160 Hektar wurde von der einstigen Gemeinde Nohra 2005 vollständig erworben und 2013 an die von der Gemeinde Nohra gegründete Stiftung Landschaftspark Nohra übertragen.

### Eingemeindungen
Nach Nohra wurden am 9. April 1994 Ulla und Obergrunstedt sowie am 1. Dezember 2007 Utzberg eingemeindet.
Am 31. Dezember 2019 schloss sich die Gemeinde Nohra mit weiteren Gemeinden zur Landgemeinde Grammetal zusammen. Die Verwaltungsgemeinschaft Grammetal, der alle Gemeinden zuvor angehörten, wurde gleichzeitig aufgelöst. Ulla, Obergrunstedt und Utzberg sind seitdem mit Nohra gleichrangige Ortsteile von Grammetal.

## Politik

### Ehemaliger Gemeinderat
Der Gemeinderat in Nohra bestand aus zwölf Ratsmitgliedern, die bei der Kommunalwahl am 25. Mai 2014 in einer Verhältniswahl gewählt wurden, und dem ehrenamtlichen Bürgermeister als Vorsitzender.
Die Sitzverteilung im ehemaligen Gemeinderat:
| Wahl | CDU | FWG Nohra | FWG Ulla | Dorfclub | Gesamt   |
| ---- | --- | --------- | -------- | -------- | -------- |
| 2014 | 1   | 4         | 4        | 3        | 12 Sitze |

### Ehemaliger Bürgermeister
Letzter Bürgermeister von Nohra war seit Juni 1999 Andreas Schiller (parteilos), der am 5. Juni 2016 zuletzt erneut gewählt wurde.

### Wappen
Die Lutherrose im Ortswappen von Nohra erinnert daran, dass Martin Luther sich am 5. April 1521 auf dem Weg zum Reichstag nach Worms im Dorf aufhielt.

## Kultur und Sehenswürdigkeiten

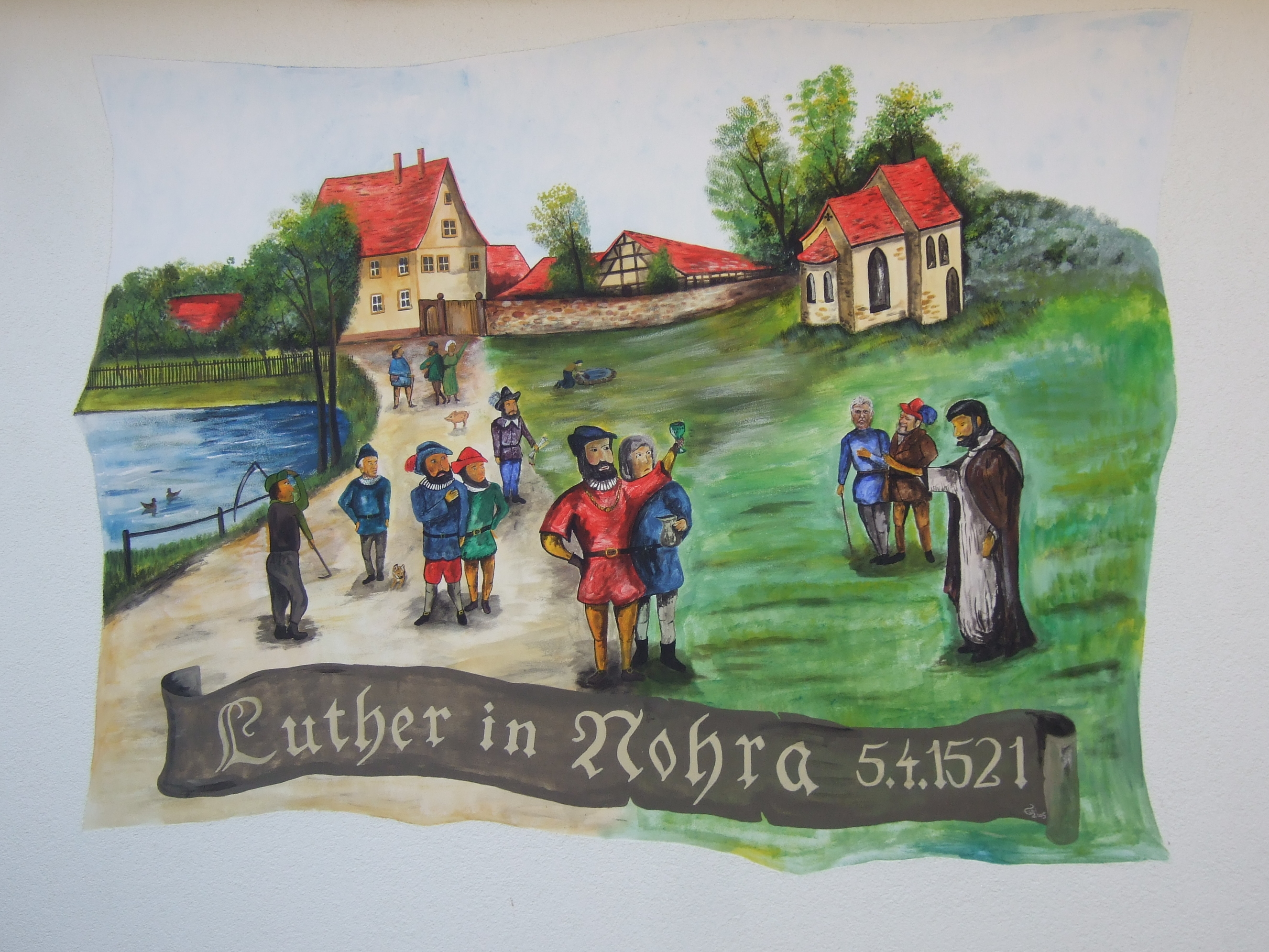
Moderne Wandmalerei in Nohra (2005) mit Darstellung von Luthers Aufenthalt

### Baudenkmale
Folgende Objekte wurden u. a. in die Denkmalliste des Kreises Weimarer Land aufgenommen:
- Kirche mit Kirchhof (u. a. mit Kummer-Orgel aus dem Jahre 1793/1794 und neuklassischem Kanzelaltar von 1840)
- Pfarrhof mit Pfarrhaus von 1843/1844 nach Plänen von Clemens Wenzeslaus Coudray
- Reste der Kasernenanlage Nohra Süd

### Gedenkstätten
Ein Massengrab mit 101 Kriegsgefangenen mehrerer Nationen und ein Gedenkstein hinter dem Friedhof des Ortsteils Obergrunstedt erinnern an die Opfer eines US-Tieffliegerangriffs auf einen Marschkonvoi alliierter Kriegsgefangener und Opfer eines Todesmarsches aus einem Außenlager des KZ Buchenwald 1945.

### Lenin-Statue
Im verlassenen Areal der Gruppe der Sowjetischen Streitkräfte in Deutschland steht noch eine Lenin-Statue. Sie wurde aufgrund ihres kunsthistorischen Werts beim Abriss der Anlage geschont und 2010 komplett saniert.

### Festival
Von 2007 bis 2016 fand jährlich Ende August am von Nohra das „Sunside-Festival“ statt, auf dem vorrangig Techno-Musik gespielt wurde.

## Wirtschaft
Zwischen den Ortsteilen Ulla, Nohra und Obergrunstedt ist seit 1994 das Gewerbegebiet U.N.O. entstanden. Hier haben sich vor allem Speditions- und Logistikunternehmen, aber auch einige mittelständische Betriebe angesiedelt.

### Wichtige in Nohra ansässige Unternehmen
- Blank & Seegers KG, Großhandel für Haustechnik, ca. 200 Mitarbeiter
- Döllken Weimar, Kunststofftechnik, ca. 120 Mitarbeiter
- Axthelm + Zufall, Spedition, ca. 100 Mitarbeiter

In Nohra befindet sich eines der deutschen Frachtzentren der Deutsche Post DHL.

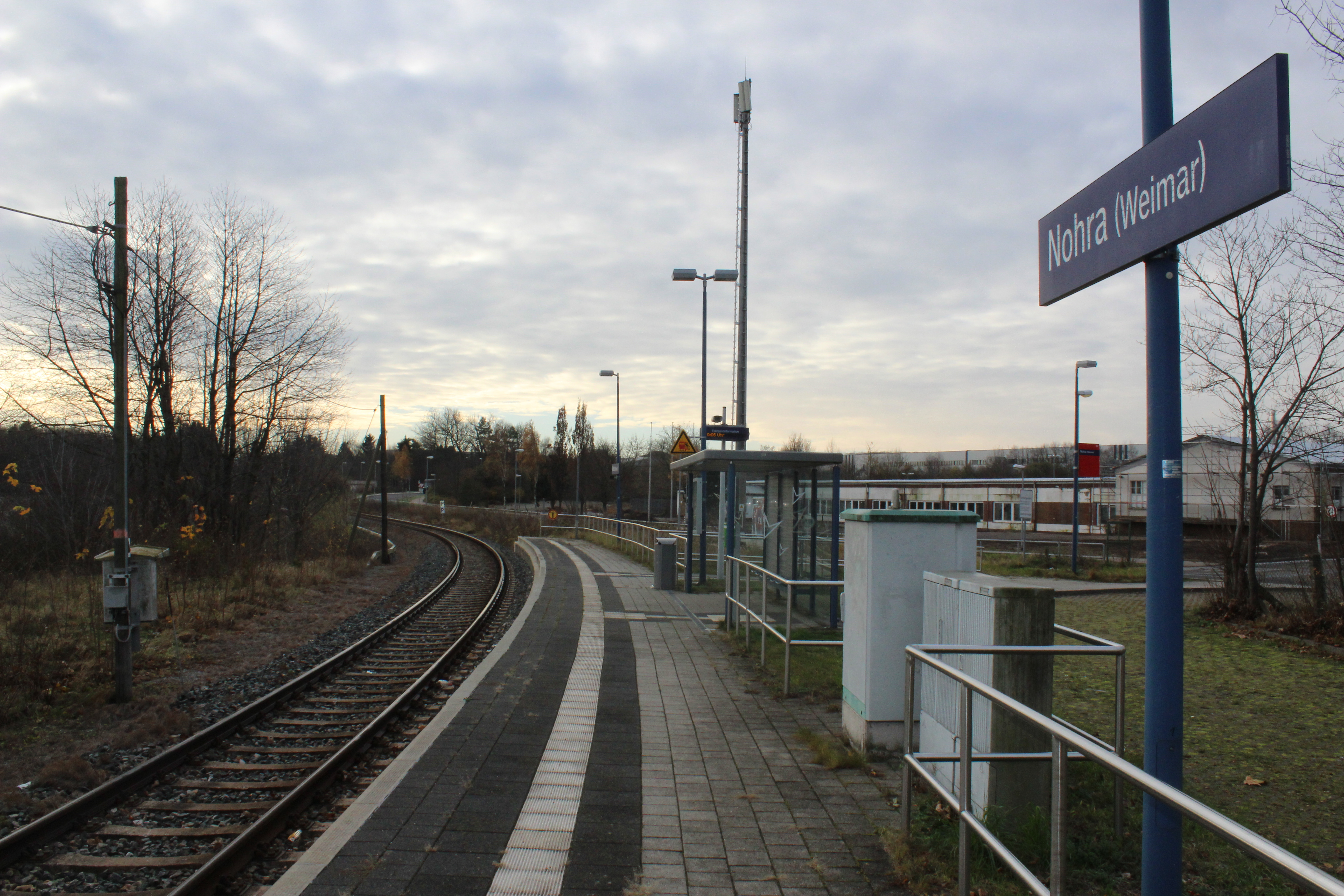
Haltepunkt Nohra (2017)

### Ehemals ansässiges Unternehmen
Weimarer Wurstwaren war ein Fleischverarbeitungsunternehmen mit bis zu etwa 600 Beschäftigten. Es gehörte ehemals zur niederländischen Vion N.V. und ist seit 2014 eine Marke der Lutz Fleischwaren (Mühlen-Gruppe). Der Produktionsstandort in Nohra wurde 2019 geschlossen.

## Religion
Die evangelischen Christen gehören zur Kirchgemeinde Nohra (Katharina von Bora) zusammen mit Gemeindegliedern aus Ulla, Bahnhof Nohra, Isseroda und Bechstedtstraß. Gottesdienste finden im wöchentlichen Wechsel in Ulla bzw. Nohra und Bechstedtstraß statt. Das Pfarramt befindet sich in Nohra.

## Persönlichkeiten
- Volckmar Leisring (* um 1588 in Gebstedt; † 1637 in Buchfart), Pfarrer und Komponist, lebte und wirkte elf Jahre in Nohra